# Маріано Аррате
Маріано Аррате (ісп. Mariano Arrate, 12 серпня 1892, Сан-Себастьян — 24 грудня 1963, Сан-Себастьян) — іспанський футболіст, що грав на позиції захисника.
Виступав, зокрема, за клуб «Реал Сосьєдад», а також національну збірну Іспанії.

## Клубна кар'єра
У дорослому футболі дебютував 1909 року виступами за команду клубу «Сан-Себастьян», в якій провів два сезони. 
У 1911 році перейшов до клубу «Реал Сосьєдад», за який відіграв 13 сезонів. Завершив професійну кар'єру футболіста виступами за команду «Реал Сосьєдад» у 1924 році.
Помер 24 грудня 1963 року на 72-му році життя у місті Сан-Себастьян.

## Виступи за збірну
У 1920 році дебютував в офіційних матчах у складі національної збірної Іспанії. Протягом кар'єри у національній команді, яка тривала 4 роки, провів у формі головної команди країни 6 матчів, забивши 1 гол.

## Титули і досягнення
- Срібний олімпійський призер: 1920